# وزارة السياحة والصناعة التقليدية والاقتصاد الاجتماعي والتضامني (المغرب)
وزارة السياحة والصناعة التقليدية والاقتصاد الاجتماعي والتضامني هي الوزارة المكلفة في المغرب بإعداد وتنفيذ السياسة الحكومية في ما يخص السياحة، وتأطير ودعم مهنيي السياحة والصناعة التقليدية.
كما أن هذه الوزارة تشرف على مختلف المعاهد والمؤسسات المتخصصة في التكوين والتأهيل المهني في السياحة والفندقة.

## المهام

### السياحة
تم تحديد المهام التي تُناط بوزارة السياحة في المادة الأولى من المرسوم رقم 2.08.651 في 15 يونيو 2009 والمتعلق بتنظيم وزارة السياحة ومهامها، والذي ينص على ما يلي: تُناط بالسلطة المكلفة بالسياحة مهمة إعداد وتنفيذ السياسة الحكومية في ما يخص السياحة. ولهذا الغرض، وبتنسيق مع الإدارات المعنية، فإن وزارة السياحة تتكلف ب:
- إعداد وتنفيذ وتتبع إستراتيجية التنمية السياحية
- إنجاز الدراسات والأبحاث اللازمة لتنمية السياحة على المستويين الوطني والجهوي
- إعداد النصوص التشريعية والقانونية والتنظيمية المتعلقة بالأنشطة السياحية والسهر على تنفيذها
- تأطير وضمان دعم مهنيي قطاع السياحة والأنشطة السياحية طبقا للقوانين المعمول بها
- توجيه ومراقبة المصالح الخارجية وتقييم الوسائل اللازمة لتسييرها
- المشاركة في إعداد وتسيير إستراتيجية التكوين الفندقي والسياحي
- السهر على إنشاء وتعزيز العلاقات في إطار العلاقات الثنائية مع المنظمات المعنية
- مراقبة مؤسسات التكوين التابعة لوزارة السياحة

### الصناعة التقليدية
مرسوم رقم 2.10.379 صادر في 7 جمادى الأولى 1432 (11 أبريل 2011) بتحديد اختصاصات وتنظيم كتابة الدولة المكلفة بالصناعة التقليدية.
تناط بالسلطة الحكومية المكلفة بالصناعة التقليدية مهمة إعداد وتنفيذ السياسة الحكومية في مجال الصناعة التقليدية وتمارس الوصاية على المؤسسات العمومية والمنظمات الأخرى التي لها علاقة بهذه السلطة طبقا لمقتضيات النصوص القانونية والتنظيمية الجاري بها العمل.
وتتولى لهذا الغرض، ومراعاة الاختصاصات المسندة إلى وزارات أخرى القيام بالمهام التالية:
- تنفيذ إستراتيجية تنمية قطاع الصناعة التقليدية
- تنشيط الاقتصادي لمقاولات الصناعة التقليدية

انجاز جميع الدراسات والأبحاث والإحصائيات المتعلقة بمجال الصناعة التقليدية على الصعيدين الوطني والجهوي
- وضع وتنفيذ برامج عمل التعاون الدولي التي من شانها المساهمة في تنمية القطاع
- السهر على تتبع أنشطة غرف الصناعة التقليدية وجامعتها ودعمها
- ممارسة الوصاية على المؤسسات العمومية التابعة لمحال اختصاص قطاع الصناعة التقليدية

تتكون كتابة الدولة المكلفة بالصناعة التقليدية، علاوة على ديوان كاتب الدولة والمفتشية العامة من إدارة مركزية ومصالح لاممركزة؛
تتألف الإدارة المركزية من :
- كتابة عامة
- مفتشية عامة
- مديرية الاستراتيجية والبرمجة والتعاون
- مديرية المحافظة على التراث والابتكار والإنعاش
- مديرية التكوين المهني والتكوين المستمر للصناع الحرفيين
- مديرية الموارد وأنظمة المعلومات

## المؤسسات التابعة للوزارة
توجد العديد من المؤسسات والشركات التابعة لوزارة السياحة والصناعة التقليدية والاقتصاد الاجتماعي والتضامني ومنها:
- المكتب الوطني المغربي للسياحة
- الشركة المغربية للهندسة السياحية
- مكتب تنمية التعاون[2]
- مؤسسة دار الصانع[3]
- غرف الصناعة التقليدية

## الوزراء
| السنوات          | الوزراء            | إسم الوزارة                                                       | ملاحظات                                  |
| ---------------- | ------------------ | ----------------------------------------------------------------- | ---------------------------------------- |
| من 2002 إلى 2007 | عادل الدويري       |                                                                   |                                          |
| من 2007 إلى 2010 | محمد بوسعيد        |                                                                   |                                          |
| من 2010 إلى 2012 | ياسر الزناكي       |                                                                   |                                          |
| من 2012 إلى 2017 | لحسن حداد          |                                                                   |                                          |
| من 2017 إلى 2019 | محمد ساجد          |                                                                   |                                          |
| من 2019 إلى 2021 | نادية فتاح العلوي  | وزارة السياحة والصناعة التقليدية والنقل الجوي والاقتصاد الاجتماعي |                                          |
| من 2021 إلى الأن | فاطمة الزهراء عمور | وزارة السياحة والصناعة التقليدية والاقتصاد الاجتماعي والتضامني    | تم إزالة النقل الجوي من إختصاصات الوزارة |

## النصوص القانونية

### النصوص المؤطرة اختصاصات وتنظيم قطاع الصناعة التقليدية والاقتصاد الاجتماعي
- مرسوم رقم 1316-07-2 الصادر في 16 من ذي القعدة 1428 (27 نوفمبر 2007) يتعلق باختصاصات وزير السياحة والصناعة التقليدية
- مرسوم رقم 379-10-2 صادر في 7 جمادى الأولى 1432 (11 أبريل 2011) بتحديد اختصاصات وتنظيم كتابة الدولة المكلفة بالصناعة التقليدية[4]
- مرسوم رقم 2.21.837 الصادر في 14 من ربيع الأول 1443 (21 أكتوبر 2021) المتعلق باختصاصات وزيرة السياحة. والصناعة التقليدية والإقتصاد الاجتماعي والتضامني[5]

### الهيئات الخاضعة لوصاية الوزارة

#### مكتب تنمية التعاون
- ظهيـر شريـف رقم 1.62.146 المؤرخ في 18 ربيع الثاني 1382 (18 شتنبـر 1962) بإحداث مكتب تنمية التعاون.[6]
- ظهير شريف رقم 1.57.187 بسن نظام أساسي للتعاون المتبادل[7]‘[8]‘[9]
- ظهير شريف بمثابة قانون رقم 1.73.654 بتاريخ 11 ربيع الثاني 1395 (23 أبريل 1975) يتعلق بمكتب تنمية التعاون
- ظهير شريف رقم 1.83.226 صادر في 9 محرم 1405 (5 أكتوبر 1984) بتنفيذ القانون رقم 24.83  المتعلق بتحديد النظام الأساسي العام للتعاونيات ومهام مكتب تنمية التعاون[10]

#### مؤسسة دار الصانع
- ظهير شريف رقم 177-57-1 بشأن حل المكتب المغربي للصناعة التقليدية، إحداث مجلس وطني للصناعة التقليدية وتأسيس دار الصانع[11]

#### غرف الصناعة التقليدية
- ظهير شريف رقم 1.11.89 صادر في 16 من رمضان 1432 (17 أغسطس 2011) بتنفيذ القانون رقم 18.09 بمثابة النظام الأساسي لغرف الصناعة التقليدية[12]
- ظهير شريف رقم 1.20.68 صادر في 4 ذي الحجة 1441 (25 يوليو 2020) بتنفيذ القانون رقم 50.17 المتعلق بمزاولة أنشطة الصناعة التقليدية[13]

## أنشطة
- لقاء للتجار الأحرار بوزارة السياحة والصناعة التقليدية والنقل الجوي والاقتصاد الاجتماعي يناقش أوضاع المهنيين[14]
- مشاركة دار الصانع في معرض ميلانو للأثاث 2023[15]